# Cornelis van Haarlem
Cornelis Corneliszoon van Haarlem (Haarlem, 1562 – Haarlem, 11 novembre 1638) è stato un pittore e artista olandese, tra i più noti esponenti del Manierismo dei Paesi Bassi, e un importante predecessore di Frans Hals.

## Biografia
Cornelis Corneliszoon fu un membro della scuola del Manierismo di Haarlem, che fu influenzata soprattutto dalle opere di Bartholomeus Spranger. Egli dipinse numerosi ritratti, alternati a numerosi episodi mitologici e biblici. Inizialmente Corneliszoon realizzò opere a grandi dimensioni, con nudi eccezionalemente grotteschi, quasi innaturali. Più tardi le sue opere acquistarono un carattere più naturalistico.
Quando i suoi genitori lasciarono Haarlem nel 1572, Corneliszoon vi rimase e fu assunto dal pittore Pieter Pietersz., suo primo maestro. Più tardi, Corneliszoon studiò a Rouen, in Francia e ad Anversa, in Belgio.